# Frente Único de Postulantes
El Frente Único de Postulantes de Lima es una agrupación estudiantil peruana de diversas academias preuniversitarias con el fin común de antagonizar a las acciones que no concuerdan con el beneficio del estudiantado que desea concursar al examen de admisión realizado por las universidades. Exigiendo, también, que todos los postulantes compitan en iguales circunstancias y respondan los mismos exámenes.
El FUP existe desde los años '70.